# Harkányfalva
Harkányfalva (horvátul: Harkanovci) falu Horvátországban, Eszék-Baranya megyében. Közigazgatásilag Valpóhoz tartozik.

## Fekvése
Eszéktől légvonalban 26, közúton 34 km-re északnyugatra, községközpontjától 9 km-re délnyugatra, a Szlavóniai-síkságon, Szelcsin és Koska között fekszik. 

## Története
A régészeti leletek tanúsága szerint területe már a légrégibb idők óta lakott volt. Határában több őskori lelőhely is található. A falutól délkeletre, a „Kućište” lelőhelynek már a neve is régi településre utal. Itt a szántóföldön talált leletek között számos őskori kerámiatöredék, szövőszékhez használt nehezékek, faragott szarvasagancs került elő. Ugyancsak ősi településre utal a „Selište” lelőhely neve a falutól délnyugatra fekvő Brešće erdőben. A lelőhely az erdőtől a Koskára vezető útig nyúlik el. A leletek a fazekassághoz kapcsolódó darabok, edénytöredékek, a fűzőlyukak, edényfülek, faragott kövek, kovakövek darabjai az őskorra és a késő középkorra utalnak. A „Tibinci” lelőhely a falutól délkeletre a Gložja erdő mellett található, a Koskára vezető út bal oldalán. Itt kőszerszámok, kovakövek töredékei és sok kerámiatöredék került elő. Itt is találtak középkori leleteket is.
A középkorban a mai Harkanovci határában feküdt a középkori Baranya megye drávántúli részének egyik jelentős uradalmi központja Szeglak városa. Szeglak középkori várának maradványai ma is megtalálhatók a falutól északnyugatra az erdőben, a Breznica és a Vucsica összefolyásának közelében. Ezt a helyet a nép Gradinának nevezi, mely egyértelműen egykori várra utal. Az egykori várból ma is láthatók az egykori hármas árok- és sáncrendszer nyomai, melyek egy 40 méter átmérőjű kör alakú területet vesznek körül. Az árkok mélysége helyenként ma is eléri az 5 métert. A vár a környék nagybirtokos családjáé, a Kórógyiaké volt 1472-ig, majd kihalásuk után Csupor Miklósé. 1476-ban a vitanovicsi Horvátoké lett, akik attól kezdve szeglaki Horvátoknak nevezték magukat. 1499-ben szeglaki Horvát Simoné volt a vár. Utolsó birtokosa szeglaki Horváth János volt. Szeglakon ferences kolostor is állt, melyet 1488-ban építettek. Szeglak 1536 és 1543 között került török kézre, ekkor a kolostor is elpusztult. 
Harkányfalvát 1467-ben „Harkanfalwa” néven a szeglaki kastély tartozékaként említik. A hagyomány szerint a középkori falu helye a „Selište” lelőhelytől nyugatra, a „Mikolje” nevű helyen az erdőben található. A dús növényzettől a terep nem tekinthető át, de helyiek állítják, hogy gyakran találnak téglát ezen a helyen. A hely neve egykori templomra enged következtetni. A török Valpó várának elestével 1543-ban foglalta el végleg ezt a területet és csak 1687-ben szabadult fel uralma alól. A 18. században Boszniából katolikus horvátok (sokácok) települtek ide, de nem a falu régi helyére, hanem a mostanira.
A török kiűzése után a valpói uradalom részeként kamarai birtok volt, majd 1721. december 31-én III. Károly az uradalommal együtt Hilleprand von Prandau Péter bárónak adományozta. A Prandau család 1885-ig volt a birtokosa.
Az első katonai felmérés térképén „Herkanovcze” néven található. Lipszky János 1808-ban Budán kiadott repertóriumában „Harkanovcze” néven szerepel. Nagy Lajos 1829-ben kiadott művében „Harkanovcze” néven 159 házzal, 1041 katolikus vallású lakossal találjuk.
1857-ben 1146, 1910-ben 1057 lakosa volt. Verőce vármegye Eszéki járásához tartozott. Az 1910-es népszámlálás adatai szerint lakosságának 88%-a horvát, 3%-a német, 2%-a magyar anyanyelvű volt. A település az első világháború után az új szerb-horvát-szlovén állam, majd később (1929-ben) Jugoszlávia része lett. 1991-ben lakosságának 97%-a horvát nemzetiségű volt. 2011-ben 506 lakosa volt. 

## Lakossága
| Lakosság változása | Lakosság változása | Lakosság változása | Lakosság változása | Lakosság változása | Lakosság változása | Lakosság változása | Lakosság változása | Lakosság változása | Lakosság változása | Lakosság változása | Lakosság változása | Lakosság változása | Lakosság változása | Lakosság változása | Lakosság változása |
| ------------------ | ------------------ | ------------------ | ------------------ | ------------------ | ------------------ | ------------------ | ------------------ | ------------------ | ------------------ | ------------------ | ------------------ | ------------------ | ------------------ | ------------------ | ------------------ |
| 1857               | 1869               | 1880               | 1890               | 1900               | 1910               | 1921               | 1931               | 1948               | 1953               | 1961               | 1971               | 1981               | 1991               | 2001               | 2011               |
| 1.146              | 1.213              | 1.085              | 1.152              | 1.056              | 1.057              | 1.065              | 1.133              | 1.078              | 1.091              | 1.027              | 819                | 708                | 665                | 601                | 506                |

## Nevezetességei
A Havas Boldogasszony tiszteletére szentelt római katolikus plébániatemploma. A templomot 1799-ben építették, 1938-ban bővítették. Belseje freskókkal gazdagon festett. Freskóit a cseh származású Karlo Matzek festette 1955 és 1957 között.

## Kultúra
KUD Harkanovci kulturális és művészeti egyesület.

## Oktatás
A település iskolája a ladomérfalvi általános iskola négyosztályos területi iskolájaként működik. Az iskola 1842-ben kezdte meg működését és 1852 óta folyamatosan működik.

## Sport
Az NK Mladost Harkanovci labdarúgócsapata a megyei 3. ligában szerepel. A klubot 1950-ben alapították.

## Egyesületek
- DVD Harkanovci önkéntes tűzoltó egyesület. 1926-ban alapították.
- „Bela sela” Harkanovci egyesület.